# Mara Davi
Mara Davi je americká herečka, zpěvačka a tanečnice. Její debut na Broadwayi přišel v roce 2006 v roli Maggie Winslow v revivalu muzikálu A Chorus Line.

## Životopis
Vyrostla v Coloradu a její rodina se přestěhovala do Folsomu v Kalifornii, kde navštěvovala místní střední školu. Zde se objevila v mnoha regionálních uvedeních muzikálů jako Annie, Za zvuků hudby, Gypsy, Baby, Pomáda a Josef a jeho úžasný pestrobarevný plášť. Byla přijata na CSU Fullerton, kde během druhého ročníku byla vybrána, aby hrála hlavní roli na americkém a japonském turné muzikálu 42nd Street.

## Kariéra
V červenci se 2007 připojila na Broadwayi k muzikálu The Drowsy Chaperone, kde nahradila Sutton Foster v hlavní roli Janet van de Graaff. V březnu následujícího roku se objevila v novém muzikálu The Band Wagon v Old Globe Theatre v San Diegu. 
Poté se vrátila do New Yorku, kde hrála hlavní roli v koncertním ztvárnění No, No, Nanette, po boku Rosie O'Donnell, Sandy Duncan, Shonna Wileyho a Freda Willarda. V roce 2011 se objevila v muzikálové adaptaci The Toxic Avenger v The Alley Theatre a nedlouho poté i v uvedení tohoto muzikálu na Broadwayi. 
V květnu 2008 poprvé vystupovala v jazzovém kabaretu Birdland. V roce 2009 se objevila na broadwayských prknech jako Judy Haynes v newyorském uvedení hry od Irvinga Berlina, White Christmas.
V roce 2013 ztvárnila tanečnici Daisy Parker, která vydírá režiséra pro získání role ve fiktivním muzikálu, ve druhé sérii televizního seriálu  Smash.

## Osobní život
Se svým manželem žije v New Yorku. 